# Mala Starîțea, Borîspil
Mala Starîțea (în ucraineană Мала Стариця) este un sat în comuna Kirove din raionul Borîspil, regiunea Kiev, Ucraina.

## Demografie
Componența lingvistică a localității Mala Starîțea
     Ucraineană (91,43%)
     Rusă (8,57%)
Conform recensământului din 2001, majoritatea populației localității Mala Starîțea era vorbitoare de ucraineană (91,43%), existând în minoritate și vorbitori de rusă (8,57%).